# Fontanna Sukienników w Lwówku Śląskim
Fontanna Sukienników (niem. Tuchmacher-Brunnen am Niedermarkt) – najokazalsza i najstarsza fontanna spośród trzech zlokalizowanych na płycie lwóweckiego rynku. Fontanna wykonana jest z piaskowca. Dzieło Paula Schulza z Wrocławia. Fontanna stoi w najbardziej reprezentacyjnej części Lwówka Śląskiego – we wschodniej części rynku miejskiego (Dolny Rynek), przy pl. Wolności.

## Historia
Dawniej w miejscu fontanny stała studnia miejska, którą w XVIII wieku przerobiono na fontannę. Przebudowy dokonał niemiecki architekt Paul Schulz z Wrocławia. Fundatorem obiektu był dr M. Walter, dyrektor Norddeutscher Lloyd w Bremie, urodzony w Lwówku Śląskim. W dwudziestoleciu międzywojennym w fontannie umieszczono pomnik sukienników, od którego pochodzi nazwa tej fontanny.
Pomnik i nazwa fontanny upamiętnia sukienników, odegrali oni bowiem istotną rolę w rozwoju ekonomiczno-gospodarczym Lwówka Śląskiego w czasach jego prosperity. Stopniowo, w miarę wyczerpywania się złóż złota w XIV w., podstawą utrzymania mieszkańców stawało się rzemiosło, głównie sukiennictwo i tkactwo, handel oraz obróbka kamienia budowlanego. Na początku XVII w. miasto liczyło ponad 8 tysięcy mieszkańców i funkcjonowało w nim 450 warsztatów sukienniczych. Kres pomyślnemu okresowi w historii miasta przyniosła wojna trzydziestoletnia (1618–1648), w trakcie której Lwówek Śląski został spustoszony i zniszczony.
W 2012 roku władze miasta dzięki dofinansowaniu ze strony Unii Europejskiej podjęły się przywrócenia dawnej świetności fontannie i zleciły wykonanie jej renowacji, stworzenie obiegu zamkniętego dla wody i iluminacji, na co przeznaczyły ponad ćwierć miliona złotych.